# Бог как иллюзия

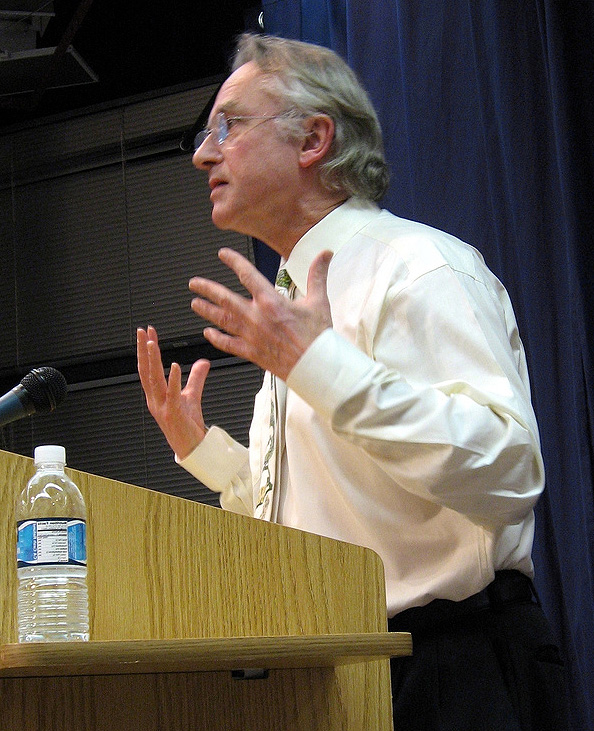
Ричард Докинз

«Бог как иллю́зия» (англ. The God Delusion; 2006) — книга английского этолога, биолога, популяризатора науки Ричарда Докинза, профессора Оксфордского университета (до 2008 года).
В книге Докинз приводит доводы в пользу того, что сверхъестественного создателя почти наверняка не существует, а вера в персонифицированное божество — это иллюзия. Иллюзию Докинз определяет как ошибочное навязчивое убеждение, которое остаётся неизменным вне зависимости от фактов. Он приводит высказывание Роберта Пирсига — «когда один человек одержим иллюзией — это называется безумием. Когда множество людей одержимо иллюзией — это называется религией». Особенностью книги является использование большого числа источников (список насчитывает несколько сотен) — как религиозной, так и атеистической направленности.
«Бог как иллюзия» занимала второе место в списке бестселлеров Amazon.com в ноябре 2006 года. С декабря 2006 по февраль 2007 года она входила в десятку бестселлеров среди научной литературы в твёрдом переплёте по версии «Нью-Йорк Таймс». На январь 2010 года продано более двух миллионов экземпляров книги на английском языке.
Книга привлекла много внимания, последовало множество комментариев и отзывов, и даже было написано несколько книг, направленных в ответ.

## Название
Официальный перевод названия на русский не вполне точен. «Delusion» означает «бред», «обман», «заблуждение» (ср.: delusion of grandeur — мания величия), а слово «god» употреблено в качестве определения к слову «delusion». Более верным мог бы быть перевод «Заблуждение богом» («Одержимость богом», «Одержимость идеей бога», «Божественный бред», «Божественный обман»). До появления русского издания использовался вариант перевода «Иллюзия Бога».

## Идея написания
Ричард Докинз выступал против креационистского объяснения живой природы в своих предыдущих работах. Темой «Слепого часовщика», опубликованного в 1986 году, является то, что эволюцию можно объяснить очевидным устройством природы. В «Боге как иллюзии» он сосредотачивает гораздо больше аргументов за и против веры в существование бога. Докинз давно хотел написать книгу открытой критики религии, но издатель отговаривал его. К 2006 году его издатель изменил мнение об этой идее. Докинз объясняет это изменение «четырьмя годами Буша» (который «буквально утверждал, что Бог велел ему вторгнуться в Ирак»). В то время ряд авторов, в том числе Сэм Харрис и Кристофер Хитченс, которые вместе с Докинзом были названы «Unholy Trinity» (Нечестивой троицей), уже написали книги, открыто критикующие религию. По данным сайта Amazon.co.uk, в 2007 году «Бог как иллюзия» привела к 50 % росту их продаж книг из категории религии и духовности (включая антирелигиозные книги, такие как «Бог как иллюзия» и «Бог не великий», занимавшие в этой категории первое и второе места по популярности) и 120 % увеличению продаж Библии.

## Краткое содержание
По словам Докинза, его целью было донести до читателя следующие мысли:
- Атеисты могут быть счастливыми, уравновешенными, порядочными, моральными и интеллектуально полноценными людьми.
- Естественный отбор и подобные научные теории объясняют мир лучше, показывая его богатство и сложность, чем «гипотеза бога», по которой мир был спроектирован высшим разумом.
- Дети не должны автоматически считаться сторонниками религии своих родителей. Такие термины, как «ребёнок-католик» или «ребёнок-мусульманин» нельзя воспринимать спокойно.
- Атеисты не должны стыдиться своих убеждений, поскольку атеизм — это признак здорового и независимого ума.

### Глубоко религиозный безбожник
Докинз замечает, что энтузиазм, с которым он относится к науке, часто называют «религиозным». Благоговение перед сложностью природы он считает основой «эйнштейновой религии», так как Альберт Эйнштейн использовал слово «бог» в качестве метафоры для загадочности Вселенной. Тем не менее Докинз выражает сожаление по поводу того, что многие учёные используют слово «бог» в пантеистическом и переносном смысле, так как это запутывает читателей.
Но основное внимание он уделяет критике веры в сверхъестественного творца, «пригодного для поклонения». Докинз с уважением относится к «эйнштейновой религии» и без всякого уважения — к обычной религии. Докинз пишет, что сегодня религия незаслуженно защищена от критики, и иллюстрирует свою позицию цитатой из Дугласа Адамса:

Религия… несёт в своём сердце идеи, которые мы называем священными или святыми или какими угодно. Это значит, что эта идея или понятие, о которых вам нельзя говорить плохо; просто нельзя. Почему нельзя? — да потому что нельзя. Если кто-то голосует за партию, которая вам не нравится, можете сколько угодно это обсуждать, люди будут спорить, но никто не обидится. Если кто-нибудь думает, что налоги должны быть снижены или повышены, вы можете свободно возражать по данному вопросу. С другой стороны, если кто-то скажет «Я не могу прикасаться к выключателю по субботам», вы отвечаете «Это я уважаю».
Оригинальный текст (англ.)Religion... has certain ideas at the heart of it which we call sacred or holy or whatever. What it means is, "Here is an idea or a notion that you're not allowed to say anything bad about; you're just not. Why not? Because you're not!" If someone votes for a party that you don't agree with, you're free to argue about it as much as you like; everybody will have an argument but nobody feels aggrieved by it. If somebody thinks taxes should go up or down you are free to have an argument about it. But on the other hand if somebody says 'I must [not] move a light switch on a Saturday', you say, 'I respect that'.
— Дуглас Адамс
Докинз приводит большое количество примеров привилегированного статуса религии, например — лёгкость получения освобождения от воинской службы по религиозным соображениям, использование эвфемизмов для маскировки религиозных войн, различные льготы для религиозных организаций (например, освобождение от налогов), терпимость к агрессивным фундаменталистам в истории с карикатурами на Мухаммеда.

### Гипотеза бога
Докинз начинает вторую главу с описания Яхве:

Ветхозаветный бог является, возможно, самым неприятным персонажем всей художественной литературы: гордящийся своей ревностью ревнивец; мелочный, несправедливый, злопамятный деспот; мстительный, кровожадный убийца-шовинист; нетерпимый к гомосексуалам, женоненавистник, расист, убийца детей, народов, братьев, отвратительный, страдающий манией величия, садомазохист, капризный, злобный обидчик.
Оригинальный текст (англ.)The God of the Old Testament is arguably the most unpleasant character in all fiction: jealous and proud of it; a petty, unjust, unforgiving control-freak; a vindictive, bloodthirsty ethnic cleanser; a misogynistic, homophobic, racist, infanticidal, genocidal, filicidal, pestilential, megalomaniacal, sadomasochistic, capriciously malevolent bully.

По мнению Докинза, гипотеза бога («существует сверхчеловеческий, сверхъестественный интеллект, который преднамеренно спроектировал и создал вселенную и всё в ней, включая нас») — это научная гипотеза, и к ней следует относиться с тем же скептицизмом, как и к любой другой гипотезе.
Докинз подвергает критике концепцию NOMA (nonoverlapping magisteria) Стивена Джея Гулда о том, что наука не может исследовать религиозные вопросы, поскольку наука и религия имеют непересекающиеся магистерии. Он утверждает, что предположение о существовании бога можно сформулировать в качестве научной гипотезы, подвергнув её соответствующей проверке, а гипотеза непересекающихся сфер используется только для защиты религии от критики, так как даже слабые и спорные научные доказательства своих убеждений верующие охотно принимают. Таким образом Докинз критикует строгий агностицизм, с позиций которого нельзя ничего сказать о вероятности существования бога.
Далее Докинз говорит о популярном аргументе, что «мы не можем опровергнуть существование бога». Вслед за Бертраном Расселом Докинз утверждает, что хотя мы не можем строго доказать, что бога нет, мы также не можем опровергнуть существование орбитального чайника, единорога, зубной феи и макаронного монстра. Отсюда следует, что неспособность опровергнуть существование бога не даёт никакого реального повода верить в него.
Бертран Рассел в своей статье «Есть ли Бог?» («Is There a God?», 1952) писал :

Многие верующие ведут себя так, словно не догматикам надлежит доказывать заявленные ими постулаты, а наоборот — скептики обязаны их опровергать. Это, безусловно, не так. Если бы я стал утверждать, что между Землёй и Марсом вокруг Солнца по эллиптической орбите вращается фарфоровый чайник, никто не смог бы опровергнуть моё утверждение, добавь я заранее, что чайник слишком мал, чтобы обнаружить его даже при помощи самых мощных телескопов. Но заяви я далее, что, поскольку моё утверждение невозможно опровергнуть, разумное человечество не имеет права сомневаться в его истинности, мне справедливо указали бы, что я несу чушь. Однако, если бы существование такого чайника утверждалось в древних книгах, о его подлинности твердили каждое воскресенье и мысль эту вдалбливали с детства в головы школьников, то неверие в его существование казалось бы странным, а сомневающегося передали бы на попечение психиатров в эпоху просвещения, а ранее — в опытные руки инквизиции.
Оригинальный текст (англ.)Many orthodox people speak as though it were the business of sceptics to disprove received dogmas rather than of dogmatists to prove them. This is, of course, a mistake. If I were to suggest that between the Earth and Mars there is a china teapot revolving about the sun in an elliptical orbit, nobody would be able to disprove my assertion provided I were careful to add that the teapot is too small to be revealed even by our most powerful telescopes. But if I were to go on to say that, since my assertion cannot be disproved, it is intolerable presumption on the part of human reason to doubt it, I should rightly be thought to be talking nonsense. If, however, the existence of such a teapot were affirmed in ancient books, taught as the sacred truth every Sunday, and instilled into the minds of children at school, hesitation to believe in its existence would become a mark of eccentricity and entitle the doubter to the attentions of the psychiatrist in an enlightened age or of the Inquisitor in an earlier time.

### Доказательства существования бога
В третьей главе Докинз рассматривает известнейшие философские доказательства существования бога. Он обсуждает пять доказательств Фомы Аквинского. Первые три доказательства основаны на бесконечных регрессах. Но даже если у каждого из трёх регрессов на самом деле есть конец, и мы назовём этот конец богом, то не доказано, что это — разумное, всезнающее, всемогущее существо.
Четвёртое доказательство основано на том, что у всякого свойства существует абсолют, а значит — существует нечто абсолютно совершенное, называемое богом. Докинз полагает, что «аналогично можно доказать существование абсолютной вонючки, и на тех же основаниях назвать её богом».
Пятое доказательство Докинз подробно рассматривает в следующей главе, посвященной эволюции.
Он критикует онтологическое доказательство Ансельма Кентерберийского и фактически использует стандартное возражение Иммануила Канта. Он отклоняет «эстетический аргумент» как «неразъяснённый его сторонниками». Докинз заявляет, что шедевральность произведения искусства — доказательство гениальности их авторов, а вовсе не божьей воли. Объяснять шедевры культуры волей божества по мнению Докинза — во многом просто завидовать их авторам.
Что касается людей, утверждающих, что видели чудеса лично, то они могут заблуждаться, нагло обманывать или иногда даже страдать галлюцинациями. В конце концов, мозг — это непревзойдённый симулятор.
Священное писание, как считает Докинз, также ничего не доказывает, «Новый Завет — это древняя сказка» и, к тому же, исторически неточная. Среди учёных есть верующие, но их меньшинство, так что сослаться на авторитетное мнение научного мира невозможно. Касаясь «пари Паскаля», он ставит под сомнение довод, что каждый может просто поверить, и бог наградит за веру больше, чем за добродетель и поиск правды, спрашивая:

…не может ли бог уважать Рассела за его мужественный скептицизм больше, чем он мог бы уважать Паскаля за его трусливый уклончивый выбор?

В конце главы Докинз рассматривает доказательства Стивена Анвина, который попытался статистически доказать существование бога, пользуясь теоремой Байеса. Докинз же считает, что данная работа полностью соответствует принципу GIGO.

### Почему почти наверняка бога нет
В четвёртой главе Докинз пишет, что с помощью теории эволюции на основе естественного отбора можно продемонстрировать, что мир не был создан сверхъестественным разумом, и тем самым опровергнуть пятое доказательство Фомы Аквинского. Он полагает, что гипотетический космический творец потребовал бы много больших доказательств, чем те феномены, которые пытаются с помощью него объяснить. При этом любая теория, объясняющая существование Вселенной, должна обладать гибкостью и возможностью изменяться под воздействием новых данных, как это делает современная теория эволюции. Тогда как попытки разделить сферы божественного и материального — это лишь способ отложить проблему. Докинз использует аргумент от невероятности, для чего вводит понятие «гамбит Боинга 747», подтверждающий то, что «бог почти наверняка не существует»: «Несмотря ни на что, вы пытаетесь объяснить статистически невероятное событие ссылкой на Создателя, при том что сам Создатель настолько же невероятен».
В этой главе он подвергает критике книгу «Жизнь — как она возникла? Путём эволюции или путём сотворения?» (издана свидетелями Иеговы) за неоднократно предоставляемый читателю выбор между верой в разумный замысел и в волю случая, а не в естественный отбор.

### Корни религии
В пятой главе Докинз исследует вопрос возникновения и широкого распространения религий во всех человеческих культурах. Докинз предполагает, что религия — это побочный продукт какого-то полезного явления, и задаётся вопросом, может ли теория мемов объяснить, почему религия распространяется подобно психическому вирусу во всех обществах. Ответа на этот вопрос, однако, Докинз не даёт.

### Корни этики: почему люди добрые?
В шестой главе Докинз пишет, что порядочность и доброта человека объясняются теорией эволюции. Людям не требуется религия для того, чтобы хорошо обращаться с близкими и отвечать добром на добро. Для объяснения альтруизма с точки зрения эволюции выдвигается несколько гипотез.
Одна из них — значение репутации: индивидуум, о котором у сородичей сложится впечатление как об альтруисте, отзывчивой, доброй и порядочной личности, будет пользоваться большим доверием у сородичей, ему будет проще получить от них помощь. Соответственно, ему будет проще выжить и найти партнёра для продолжения рода. И наоборот, индивидуум с репутацией эгоиста будет пользоваться небольшой поддержкой сородичей, и будет получать меньше выгоды от коллективных действий.
Другая гипотеза — коллективный отбор: хотя эгоист, который тратит все свои усилия на собственное выживание, быть может, будет иметь преимущество перед альтруистами внутри группы, при конкуренции между группами преимущество будут иметь группы, содержащие большее число альтруистов. В ходе эволюции у племён, члены которых помогали друг другу, было больше шансов выжить. Таким образом, «гены альтруизма» получат большие шансы закрепиться.

### «Хорошая» книга и изменчивая мораль
Докинз продолжает разговор об этике и утверждает, что представления о нравственности и морали постоянно изменяются, эволюционируют в обществе, вовсе не всегда соответствуют и зачастую противоречат религиозной этике. Докинз приводит примеры из Библии, чтобы продемонстрировать, каким варварством кому-то могут показаться поступки праведников. Что ещё более важно, по мнению Докинза, некоторые люди, столкнувшись с заповедями и примерами в Библии, трактуют их как некий символизм или вообще игнорируют, что означает, что Библия оценивается ими на основе готовых моральных ценностей, и, следовательно, не является их источником.
Отвечая на распространённое утверждение верующих, что атеистические режимы были куда более жестокими, чем религиозные, Докинз пишет, что нельзя с достаточными основаниями говорить о том, что преступления «атеистических режимов» действительно совершались во имя атеизма, в отличие от преступлений во имя религии. Ни один из этих режимов, по мнению Докинза, не ставил целью своего существования борьбу с религией. В конце концов, отмечает автор, Гитлера, Сталина и Саддама Хусейна также объединяло наличие усов, и с той же уверенностью можно считать причиной их преступлений именно наличие усов. Кроме того, традиционное отнесение нацистского режима в Германии к атеистическим носит предвзятый характер с позиции религии («Гитлер не мог быть христианином, потому что был исключительным злодеем»). Докинз считает, что Гитлер, возможно, был и не христианином (сведения о его отношении к христианству весьма противоречивы), но весьма религиозным человеком (он верил в «провидение», избравшее его). Также Докинз приводит несколько примеров, демонстрирующих, как он считает, что некоторые высказывания Гитлера относительно евреев совпадают с некоторыми моментами из Библии, например «порождения ехиднины» — Евангелие от Матфея (3:7). Что же касается СССР сталинского времени, то, по мнению Докинза, хотя этот режим официально декларировал атеизм, нельзя сказать, что мотивом преступлений, реально имевших место, выступал именно атеизм. Даже преследования церкви могли носить не атеистический (борьба с религией), а антиклерикальный (борьба с социальной ролью церкви) или экономический (экспроприация церковных ценностей) характер. Докинз говорит о том, что бездумные фанатики могут убивать во имя любой идеологии. Есть они и среди атеистов. Но если атеизм оставляет насилие на совести конкретного преступника и его системы ценностей, то религия поощряет подозрительность и враждебность к иноверцам. Любые призывы «любви к ближнему» в рамках религиозных систем, как правило, воспринимаются только по отношению к единоверцам. Атеизм же не представляет собой чёткой системы ценностей со своей идеологией, обязательной для всех атеистов. Докинз делает вывод, что религия порождает насилие гораздо сильнее, чем атеизм.

### Что не так с религией? Зачем на неё нападать?
В восьмой главе Докинз объясняет, почему он так враждебно относится к религии. Он приводит примеры, когда, по его мнению, религия тормозит науку, поощряет фанатизм, гомофобию и оказывает негативное влияние на общество многими другими способами. Докинз считает, что религиозный фанатизм не порождает террористов-смертников. По мнению Докинза, религия сама по себе не толкает человека на подобное, но во-первых, учит верить, а не думать, когда речь заходит о религии, а во-вторых, закладывает идею о том, что смерть — не конец, а мученикам уготована райская жизнь, чем делает его восприимчивым для пропаганды экстремистов. Докинз напоминает, что в США Библия использовалась для оправдания рабства. Во времена крестовых походов «язычники» и «еретики», не пожелавшие обратиться в христианство, были убиты. Есть множество других примеров.

### Жестокое обращение с детьми и побег из религии
Один из таких примеров — идеологическая обработка детей. Этой теме посвящена девятая глава. Докинз приравнивает религиозную идеологическую обработку детей родителями и преподавателями религиозных школ к жестокому обращению с детьми. Докинз настаивает, что нельзя спокойно слушать, когда кто-то говорит о «ребёнке-католике» или «мусульманском ребёнке». Необходимо понять, что маленький ребёнок не способен иметь чёткое независимое представление о Вселенной и о месте человека во Вселенной. Не называем же мы детей «марксистами» или «агностиками».

### Как заполнить пустоту?
В заключительной главе Докинз задаётся вопросом, заполняет ли религия пустоту в жизни человека, давая утешение и вдохновение тем, кто в них нуждается. Согласно Докинзу, с этим гораздо лучше справляются философия и наука. Он утверждает, что атеистическое мировоззрение — куда более жизнеутверждающее, чем религия с её неудовлетворительными ответами на загадки жизни.

### Приложения
В приложении указаны адреса для тех, кому нужна помощь в «побеге из религии».

## Критика
В 2006 году книга была издана с отзывами известных интеллектуалов, таких как лауреат Нобелевской премии по физиологии и медицине Джеймс Дьюи Уотсон, психолингвист из Гарварда Стивен Пинкер, а также популярный в Лас-Вегасе дуэт иллюзионистов Пенн и Теллер, прославившийся разоблачениями «чудес» и шарлатанов.
Отзывы о книге были различными. На сайте Metacritic.com книга получила рейтинг 59 из 100 возможных на основании 22 рецензий. Престижная британская литературная премия British Book Awards в 2007 году назвала Докинза «Автором Года».
В адрес автора было направлено много критики как со стороны верующих, так и от некоторых атеистов. На самые распространённые упрёки Докинз дал комментарии на своём сайте, большинство из которых вошло в новое издание книги 2007 года.
В ходе полемики с автором было создано множество книг, в том числе «Докинз как иллюзия» Алистера Макграта и «Ангел Дарвина» Джона Корнвелла.
В статье в журнале «Nature» Лоуренс Краусс полностью поддержал идеи Докинза, изложенные в книге, за исключением особенной гордости Докинза за то, что он является атеистом. Краусс говорит, что он не верит в Санта-Клауса, но не гордится этим. Вторая часть книги ему понравилась больше, чем первая.
Майкл Рьюз (англ. Michael Ruse; род. 21 июня 1940) философ - атеист, преподает в Университете штата Флорида, где является профессором философии. член Королевского общества Канады и Американской ассоциации содействия развитию науки. Почетный доктор университетов Бергена, Норвегия (1990), Макмастера, Онтарио, Канады (2003) и Нью-Брунсвика, Канада (2007): "Во-вторых, в отличие от „новых атеистов“ я считаю нужным изучать предмет — и книга „Бог как иллюзия“ Докинза заставляет меня стыдиться того, что я тоже атеист. Докинз просто не дает себе труда разобраться в христианских аргументах, которые он заносчиво высмеивает".

### Довод о сложности
Важной частью полемики вокруг книги Докинза «Бог как иллюзия» являются вопрос о том, сложен Бог или прост. Докинз говорит, что вера в Бога, создавшего сложные системы, лишь откладывает решение проблемы возникновения сложных систем. Споря со сторонниками так называемого «Разумного замысла», Докинз утверждает, что создатель сам должен быть сложным, а следовательно, существование Бога, по Докинзу, крайне маловероятно.
Рассуждая о простоте и сложности, Докинз пишет:

У науки возникла заминка с объяснением факта X? Не стоит волноваться. Забудьте про X. Стоит подпустить божественного всемогущества — и проблемы X (да и всех прочих) как не бывало, и объяснение получается на редкость простое, потому что речь идёт, не будем забывать, лишь об одном-единственном боге. Что может быть проще?
Да почти всё. Бог, способный постоянно контролировать и исправлять состояние каждой отдельной частицы Вселенной, не может быть простым. Его существование само требует грандиозного объяснения. Что ещё хуже (с точки зрения простоты) — другие уголки гигантского сознания бога одновременно заняты делами, чувствами и молитвами каждого отдельного человека, а также всех инопланетян, возможно населяющих эту и другие сто миллиардов галактик.
— Ричард Докинз, Бог как иллюзия
Касательно мнения о простоте Бога по причине его неделимости (об этом часто говорят теологи) и о рассуждениях Фомы Аквинского Докинз писал:

В книге «Наука и христианская вера» сэр Джон Полкинхорн цитирует более ранний критический отзыв Барда на размышления Фомы Аквинского: «Его главная ошибка заключается в предположении, что бог логически прост; не только потому, что его сущность неделима, но и в более глубоком смысле — в том, что истинное для любой части бога истинно также и для всей его сути. Однако вполне логично предположить, что бог, несмотря на неделимость, имеет сложное внутреннее строение». В этом Вард прав. Действительно, в 1912 году биолог Джулиан Хаксли определил сложность как «гетерогенность частей», то есть своего рода функциональную неделимость.
— Ричард Докинз, Бог как иллюзия
Философ Алвин Плантинга в своей рецензии на книгу критикует довод о сложности Бога:

Во-первых, действительно ли Бог сложен? Согласно преобладающему в классической теологии мнению (например, учению Фомы Аквинского), Бог — простое существо, причем простое в очень строгом смысле, так что в нём нет различия между субстанцией и акциденцией, актуальным и потенциальным, сущностью и существованием, и так далее. Некоторые дискуссии вокруг вопроса о божественной простоте сами по себе весьма замысловаты, если не сказать загадочны. Заметим: не только католические богословы считают, что Бог прост; в соответствии с Бельгийским исповеданием — ярким выражением протестантизма — Бог есть «единое и простое духовное существо».

Итак, согласно традиционным богословским представлениям, Бог прост, а не сложен. Но, пожалуй, ещё более примечательно то, что Бог не является сложным и в соответствии с тем определением «сложности», которое дает сам Докинз. Согласно этому определению (приведенному в «Слепом часовщике»), объект можно назвать сложным в том случае, если он состоит из частей, которые «соединены между собой неслучайным образом». Но Бог, разумеется, есть дух, а вовсе не материальный объект, и, следовательно, он не имеет частей. A fortiori (как любят говорить философы) Бог не состоит из частей, соединенных между собой неслучайным образом — а значит, если использовать определение Докинза, Бог прост.— Плантинга А. К. Конфуз Докинза: натурализм ad absurdum
В первой части своей аргументации Плантинга утверждает, что Бог прост, потому что, согласно традиционным богословским представлениям, он является простым (см. Аргументация ad populum). Во второй части своей аргументации он применяет определение сложности, которое было использовано Докинзом в контексте книги «Слепой часовщик», вышедшей в свет за 20 лет до книги «Бог как иллюзия», и мало относится к рассуждениям о сложности нематериальных сущностей. Докинз в своей книге «Бог как иллюзия» говорил о логической сложности персонифицированного божества, например, критикуя утверждение Р. Суинберна о том, что Бог поддерживает постоянство всех электронов нашей вселенной (иначе они, согласно Суинберну, просто распадутся или существенно поменяют свойства).
Кроме того, Плантинга обвиняет Докинза в такой логической ошибке, как порочный круг:

Но мы можем — хотя бы для того, чтобы поддержать дискуссию — предположить, что это действительно так. Допустим, что чем больше знает какое-либо существо, тем оно сложнее; тогда всеведущий Бог должен был бы быть очень и очень сложным. Возможно, это и так; но почему Докинз считает, что из этого следует невероятность Бога? Конечно, если принять точку зрения материализма и его идею о том, что первичными объектами нашей вселенной были элементарные физические частицы, тогда, по-видимому, такое существо действительно было бы маловероятно — ведь этим частицам нужно было бы суметь соединиться друг с другом так, чтобы образовать агента со всем этим знанием. <…> Докинз пытается доказать, что теизм невероятен — однако, с точки зрения диалектики, было бы in excelsis некорректно доказывать это, используя материализм как предпосылку. <…> Совершенно очевидно, что доказывать атеизм материализмом — значит попросту делать круг в аргументации.— Плантинга А. К. Конфуз Докинза: натурализм ad absurdum

### Довод о преступлениях атеистических режимов
Публицист Сергей Худиев отмечает по поводу книги Ричарда Докинза следующее: 

Обращает на себя внимание, что риторика современных атеистов почти буквально воспроизводит риторику советской антирелигиозной пропаганды; впрочем, эта риторика отличается и сходным уровнем правдоподобия. Например, Ричард Докинз в своей книге «Бог как иллюзия» пишет: «Не думаю, что в мире есть атеисты, готовые двинуть бульдозеры на Мекку, на Шартрский собор, кафедральный собор Йорка, собор Парижской Богоматери, пагоду Шведагон, храмы Киото или, скажем, бамианских Будд». На фоне истории XX века (особенно российской, но не только) эти слова звучат крайне издевательски; разумеется, они ничего общего не имеют с научной и интеллектуальной добросовестностью. Но Докинз вряд ли сознательно лжёт. Он верит в определённый миф, где «наука» увязана с «атеизмом», атеизм с «разумом», «терпимостью», «просвещением», а «религия» должна служить извечным источником зла, безумия и тирании. Если историческая реальность говорит ровно об обратном — тираническими и разрушительными оказывались именно атеистические режимы — то тем хуже для исторической реальности.— Худиев С. Великий сциентистский миф // Православие и мир, 29.06.2010 г.
Эндрю Браун в своём обзоре в журнале «Prospect», критикует книгу «Бог как иллюзия» за то, что она утратила стиль и яркость предыдущих книг Докинза. Он соглашается с общими тезисами, что религия потенциально опасна и в своих популярных формах лишена здравомыслия, но при этом критикует утверждение о том, что, в отличие от верующих, «атеисты не творят зла во имя атеизма». В качестве опровергающего примера он приводит СССР и Сталина, при котором священников уничтожали «только лишь за то, — пишет Браун, — что они были священниками». Тем не менее, в статье он не доказывает, что преследования священнослужителей носили именно атеистический, а не антиклерикальный или иной характер. Также Браун, ссылаясь на книгу Роберта Папа Смерть ради победы (2005), содержащую сведения о терактах смертников начиная с 1980 года, замечает, что одного религиозного фанатизма недостаточно для появления террористов-смертников, и он вообще не обязателен, если вспомнить террор марксистов в Шри-Ланке.
На подобные аргументы о преступлениях атеистических режимов Докинз уже отвечал в книге «Бог как иллюзия» (см. раздел «Хорошая» книга и изменчивая мораль).